# Campeonato europeo de hockey sobre patines masculino de 2000
El XLIV Campeonato europeo de hockey sobre patines masculino de 2000 se celebró en Wimmis (Suiza) del 5 al 10 de junio de 2000. Fue organizado por el Comité Europeo de Hockey sobre Patines. La selección de España ganó su décimo título.

## Equipos participantes
|              |
| Alemania     |
| España       |
| Francia      |
| Inglaterra   |
| Italia       |
| Países Bajos |
| Portugal     |
| Suiza        |

## Fase de grupos

### Grupo A
| Equipo     | Pts | PJ | PG | PE | PP | GF | GC | DG  |
| ---------- | --- | -- | -- | -- | -- | -- | -- | --- |
| Portugal   | 6   | 3  | 3  | 0  | 0  | 23 | 3  | +20 |
| Francia    | 4   | 3  | 2  | 0  | 1  | 14 | 3  | +11 |
| Suiza      | 2   | 3  | 1  | 0  | 2  | 9  | 9  | 0   |
| Inglaterra | 0   | 3  | 0  | 0  | 3  | 1  | 32 | -31 |

|            | Bandera de Inglaterra | Bandera de Suiza | Bandera de Francia | Bandera de Portugal |
| ---------- | --------------------- | ---------------- | ------------------ | ------------------- |
| Inglaterra |                       |                  |                    |                     |
| Suiza      | 7-0                   |                  |                    |                     |
| Francia    | 8-0                   | 5-1              |                    |                     |
| Portugal   | 17-1                  | 4-1              | 2-1                |                     |

### Grupo B
| Equipo       | Pts | PJ | PG | PE | PP | GF | GC | DG  |
| ------------ | --- | -- | -- | -- | -- | -- | -- | --- |
| España       | 6   | 3  | 3  | 0  | 0  | 23 | 2  | +21 |
| Italia       | 4   | 3  | 2  | 0  | 1  | 11 | 4  | +7  |
| Alemania     | 1   | 3  | 0  | 1  | 2  | 2  | 10 | -8  |
| Países Bajos | 1   | 3  | 0  | 1  | 2  | 3  | 23 | -20 |

|              | Bandera de Alemania | Bandera de España | Bandera de los Países Bajos | Bandera de Italia |
| ------------ | ------------------- | ----------------- | --------------------------- | ----------------- |
| Alemania     |                     |                   |                             |                   |
| España       | 5-0                 |                   |                             |                   |
| Países Bajos | 2-2                 | 1-14              |                             |                   |
| Italia       | 3-0                 | 1-4               | 7-0                         |                   |

## Fase Final

### 5º al 8º
|  | Eliminatoria del 5º al 8º | Eliminatoria del 5º al 8º |   |                     | Partido por el 5º lugar | Partido por el 5º lugar |  |
|  |                           |                           |   |                     |                         |                         |  |
|  | 9 de junio de 2000        |                           |   |                     |                         |                         |  |
|  | Suiza                     | 5                         |   |                     |                         |                         |  |
|  | Países Bajos              | 2                         |   |                     |                         |                         |  |
|  |                           |                           |   |                     |                         |                         |  |
|  |                           |                           |   |                     | 10 de junio de 2000     |                         |  |
|  |                           |                           |   |                     | Suiza                   | 6                       |  |
|  |                           | Alemania                  | 0 |                     |                         |                         |  |
|  |                           |                           |   |                     |                         |                         |  |
|  |                           |                           |   |                     |                         |                         |  |
|  |                           |                           |   |                     | Partido por el 7º lugar |                         |  |
|  | 9 de junio de 2000        | 9 de junio de 2000        |   | 10 de junio de 2000 | 10 de junio de 2000     |                         |  |
|  | Alemania                  | 6                         |   | Países Bajos        | 5                       |                         |  |
|  | Inglaterra                | 1                         |   |                     | Inglaterra              | 2                       |  |

### Semifinales y final
|  | Semifinales        | Semifinales        |   |        | Final               | Final               |  |
|  | 9 de junio de 2000 | 9 de junio de 2000 |   |        | 10 de junio de 2000 | 10 de junio de 2000 |  |
|  |                    |                    |   |        |                     |                     |  |
|  |                    |                    |   |        |                     |                     |  |
|  | España             | 6                  |   |        |                     |                     |  |
|  | Francia            | 1                  |   |        |                     |                     |  |
|  |                    |                    |   |        |                     |                     |  |
|  |                    |                    |   |        |                     |                     |  |
|  |                    |                    |   |        | España              | 6                   |  |
|  |                    | Portugal           | 3 |        |                     |                     |  |
|  |                    |                    |   |        |                     |                     |  |
|  |                    |                    |   |        |                     |                     |  |
|  |                    |                    |   |        | Tercer lugar        |                     |  |
|  |                    |                    |   |        |                     |                     |  |
|  | Portugal           | 4                  |   | Italia | 4                   |                     |  |
|  | Italia             | 1                  |   |        | Francia             | 0                   |  |

## Clasificación final
| 1. España       |
| 2. Portugal     |
| 3. Italia       |
| 4. Francia      |
| 5. Suiza        |
| 6. Alemania     |
| 7. Países Bajos |
| 8. Inglaterra   |